# Райтала, Юкка
Ю́кка Ра́йтала (фин. Jukka Raitala; 15 сентября 1988, Керава, Финляндия) — финский футболист, защитник клуба ХИК и сборной Финляндии.

## Карьера
В детстве выступал за команду «Кераван Палло-75» из его родного города, в 2005 году на юношу обратили внимание скауты ХИКа, и Юкка перешёл в эту команду. В 2006 году был заявлен за молодёжную команду ХИКа — «Клуби 04», в которой он провёл 22 матча. В 2007 году был заявлен на чемпионат Финляндии в качестве основного игрока команды. Всего за три сезона в ХИКе сыграл 66 матчей.
31 августа 2009 года Райтала отправился в аренду в «Хоффенхайм», хотя среди претендентов на него были «Кёльн», «Аякс», ПСВ и «Байер 04». 14 марта 2010 года Юкка дебютировал в Бундеслиге в домашнем матче 26-го тура против бременского «Вердера», который закончился поражением «Хоффенхайма» со счётом 0:1. Юкка вышел на поле в стартовом составе и на 85-й минуте был заменён на Марко Террацино. 1 апреля Юкка подписал полноценный контракт с «Хоффенхаймом».
31 августа 2010 года отправился в аренду в «Падерборн 07». За сезон 2010/2011 провёл в команде 29 матчей. 28 июля 2011 года был отправлен в аренду в «Осасуну». По соглашению после сезона испанцы могли выкупить его контракт за 1,2 млн евро.
6 июня 2012 года подписал четырёхлетний контракт с «Херенвеном». Дебютировал в Эредивизи 12 августа в матче против НЕКа. 8 ноября 2014 года в матче против «Гоу Эхед Иглз» забил свой первый гол за «суперфризов». В начале 2015 года покинул «Херенвен».
В 2015 году выступал в Дании. В феврале заключил контракт до конца сезона с «Вестшелланном». После выбывания «Вестшелланна» из Суперлиги перешёл в июле в «Ольборг», подписав контракт до конца года. После истечения срока соглашения покинул «Ольборг».
В феврале 2016 года подписал годичный контракт с норвежским клубом «Согндал». В Элитсерьене дебютировал 13 марта в матче против «Будё-Глимта». 30 октября в матче против «Одда» забил свой первый гол за «Согндал».
23 декабря 2016 года подписал контракт с клубом MLS «Коламбус Крю». В американской лиге дебютировал 4 марта 2017 года в матче стартового тура сезона против «Чикаго Файр».
12 декабря 2017 года Райтала был выбран ФК «Лос-Анджелес» на Драфте расширения MLS, однако в тот же день он и Рахим Эдвардс, также выбранный на драфте, были обменяны в «Монреаль Импакт» на Лорана Симана. Дебютировал за «Импакт» 4 марта 2018 года в матче стартового тура сезона против другого канадского клуба «Ванкувер Уайткэпс». 11 августа в матче против «Реал Солт-Лейк» забил свой первый гол в MLS. 27 марта 2019 года продлил контракт с «Монреаль Импакт» на один год. По окончании сезона 2020 контракт Райталы с «Монреаль Импакт» истёк.
28 января 2021 года «Монреаль» обменял права на Райталу в MLS в «Миннесоту Юнайтед», с которой он подписал контракт, на права на Эндрю Бута и условную сумму в общих распределительных средствах. За «гагар» он дебютировал 16 апреля в матче стартового тура сезона 2021 против «Сиэтл Саундерс». По окончании сезона 2021 «Миннесота Юнайтед» не продлила контракт с Райталой.
21 декабря 2021 года, после 12 лет за границей, Райтала вернулся в ХИК, подписав двухлетний контракт.

## Карьера в сборной
В составе сборной Финляндии до 21 года принимал участие в молодёжном чемпионате Европы 2009.
4 февраля 2009 года Райтала дебютировал в сборной Финляндии в товарищеском матче с национальной командой Японии.
Был включён в состав сборной на чемпионат Европы 2020.

## Достижения
Командные
 «ХИК»
- Чемпион Финляндии: 2009
- Обладатель Кубка Финляндии: 2008

 «Монреаль Импакт»
- Победитель Первенства Канады: 2019